# Пештіго (Вісконсин)
Пештіго (англ. Peshtigo) — місто (англ. city) в США, в окрузі Марінетт штату Вісконсин. Населення — 3420 осіб (2020).

## Географія
Пештіго розташоване за координатами 45°3′32″ пн. ш. 87°44′42″ зх. д. / 45.05889° пн. ш. 87.74500° зх. д. (45.058773, -87.744926). За даними Бюро перепису населення США, в 2010 році місто мало площу 8,29 км², з яких 7,85 км² — суходіл та 0,44 км² — водойми.
Відомо, що 1871 року Пештіго пережило велику пожежу – це було наймасштабніше лісове загорання в історії США.

## Демографія
Згідно з переписом 2010 року, у місті мешкали 3502 особи в 1469 домогосподарствах у складі 888 родин. Густота населення становила 422 особи/км².  Було 1621 помешкання (195/км²).
Расовий склад населення:
| - 96,8 % — білих - 1,2 % — азіатів - 0,7 % — корінних американців - 0,1 % — чорних або афроамериканців |

До двох чи більше рас належало 1,1 %. Частка іспаномовних становила 1,2 % від усіх жителів.
За віковим діапазоном населення розподілялося таким чином: 23,2 % — особи молодші 18 років, 54,3 % — особи у віці 18—64 років, 22,5 % — особи у віці 65 років та старші. Медіана віку мешканця становила 43,2 року. На 100 осіб жіночої статі в місті припадало 88,3 чоловіка;  на 100 жінок у віці від 18 років та старших — 81,6 чоловіка, також старших 18 років.
Середній дохід на одне домашнє господарство  становив 50 302 долари США (медіана — 43 300), а середній дохід на одну сім'ю — 62 920 доларів (медіана — 55 768). Медіана доходів становила 46 592 долари для чоловіків та 38 454 долари для жінок. За межею бідності перебувало 14,4 % осіб, у тому числі 11,1 % дітей у віці до 18 років та 12,2 % осіб у віці 65 років та старших.
Цивільне працевлаштоване населення становило 1455 осіб. Основні галузі зайнятості: виробництво — 33,0 %, освіта, охорона здоров'я та соціальна допомога — 26,4 %, роздрібна торгівля — 9,8 %, мистецтво, розваги та відпочинок — 9,0 %.